# 日本不織布協会
日本不織布協会（にほんふしょくふきょうかい）は、不織布に関する業界団体である。

## 概要
代表者会長：三木 雅人
主な目的不織布に関する調査研究、研修会の開催など
沿革1998年（平成10年）日本不織布工業会と日本不織布振興会が合併して設立
事務局所在地大阪府大阪市中央区備後町2丁目5番8号